# District de Nakagawa (Teshio)

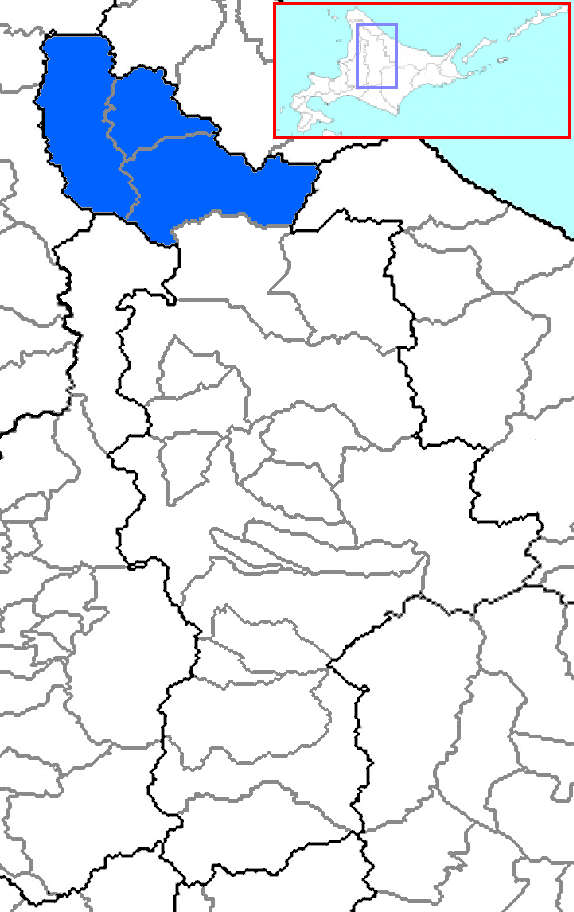
Emplacement du district de Nakagawa (Teshio) dans la sous-préfecture de Kamikawa.

Le district de Nakagawa (Teshio) (中川郡 (天 塩 国), Nakagawa-gun (Teshio no kuni)) est un district de la sous-préfecture de Kamikawa sur l'île de Hokkaidō au Japon.
En 2015, la population du district est estimée à 7 126 habitants pour une densité de 4,62 personnes par km2. La superficie totale est de 1 542,65 km2.
Pour ne pas le confondre avec un autre district du même nom à Hokkaidō, le nom de l'ancienne province à laquelle il appartenait est précisé : district de Nakagawa Teshio (en référence au fleuve Teshio).

## Communes du district
- Bourgs :
  - Bifuka
  - Nakagawa
- Village :
  - Otoineppu